# York City Football Club
O York City Football Club é uma associação profissional de futebol com sede na cidade de York, North Yorkshire, Inglaterra. A equipe compete na National League North, a sexta divisão do sistema de ligas de futebol da Inglaterra, na temporada de 2021–22.

## Títulos
- Campeonato Inglês 4°Divisão (1): 1983–84
- FA Trophy (2): 2011–12/2016-2017.